# Royal Rumble 2013
Royal Rumble 2013 è stata la ventiseiesima edizione dell'omonimo evento in pay-per-view prodotto annualmente dalla WWE. L'evento si è tenuto il 27 gennaio 2013 allo US Airways Center di Phoenix (Arizona).

## Storyline
Il 23 luglio 2012, durante la puntata di Raw 1000, The Rock ha annunciato che avrebbe sfidato il WWE Champion alla Royal Rumble con il titolo in palio. Nella stessa puntata, il WWE Champion CM Punk, Daniel Bryan e John Cena hanno promesso che sarebbe stato uno di loro ad affrontarlo; più tardi quella sera; The Rock è stato attaccato da Punk, ciò ha portato al turn heel di Punk. Punk ha difeso il titolo per il resto dell'anno, mentre il 23 dicembre, The Rock ha mandato un tweet a CM Punk dicendo di essere pronto per la Royal Rumble. Nella puntata di Raw del 7 gennaio 2013, Punk ha mantenuto il titolo sconfiggendo Ryback in un Tables, Ladders and Chairs match dopo un'interferenza dello Shield, che ha interferito anche nella difesa titolata di Punk contro Ryback e Cena alle Survivor Series. Nella puntata di Raw del 21 gennaio, Rock è stato assalito dallo Shield. In seguito a questo assalto, il chairman della WWE, Vince McMahon ha annunciato che se lo Shield fosse intervenuto nel match, Punk sarebbe stato privato del WWE Championship.
Nella puntata di Raw del 31 dicembre 2012, John Cena ha annunciato che sarebbe entrato nel Royal Rumble match, facendo di lui il primo partecipante. Nella puntata di SmackDown del 4 gennaio 2013, sia Randy Orton, sia Sheamus hanno annunciato che avrebbero preso parte al Royal Rumble match, nell'intento di vincere il World Heavyweight Championship. Nelle successive puntate di Raw e SmackDown, molti wrestler hanno confermato la loro partecipazione: Dolph Ziggler ha dichiarato che Cena è entrato nel match per nascondersi da lui, e che sarebbe entrato per fermarlo; la 3MB (Heath Slater, Jinder Mahal e Drew McIntyre) ha annunciato che tutti e tre i membri erano nel match; Wade Barrett è stato confermato come partecipante nella puntata di Raw del ventesimo anniversario; The Miz ha annunciato la sua partecipazione durante Main Event; Antonio Cesaro ha annunciato la sua partecipazione in un'intervista.
Durante lo SmackDown dell'11 gennaio, Alberto Del Rio sconfigge Big Show in un Last Man Standing Match, conquistando il World Heavyweight Championship. Nella puntata di Raw del 14 gennaio viene ufficializzato il rematch, che si terrà al primo pay-per-view dell'anno. Dopo la vittoria del gigante su Zack Ryder nella puntata di Raw del 21 gennaio, viene annunciato che il match titolato alla Royal Rumble sarà un Last Man Standing Match.

## Risultati
| #       | Incontri                                                            | Stipulazioni                                                  | Durata |
| ------- | ------------------------------------------------------------------- | ------------------------------------------------------------- | ------ |
| Kickoff | Cesaro (c) ha sconfitto The Miz                                     | Single match per il WWE United States Championship            | 07:37  |
| 1       | Alberto Del Rio (c) (con Ricardo Rodríguez) ha sconfitto Big Show   | Last man standing match per il World Heavyweight Championship | 16:58  |
| 2       | Daniel Bryan e Kane (c) hanno sconfitto Cody Rhodes e Damien Sandow | Tag team match per il WWE Tag Team Championship               | 09:25  |
| 3       | John Cena ha vinto eliminando per ultimo Ryback                     | Royal rumble match                                            | 55:05  |
| 4       | The Rock ha sconfitto CM Punk (c) (con Paul Heyman)                 | Single match per il WWE Championship                          | 23:20  |

## Royal rumble match

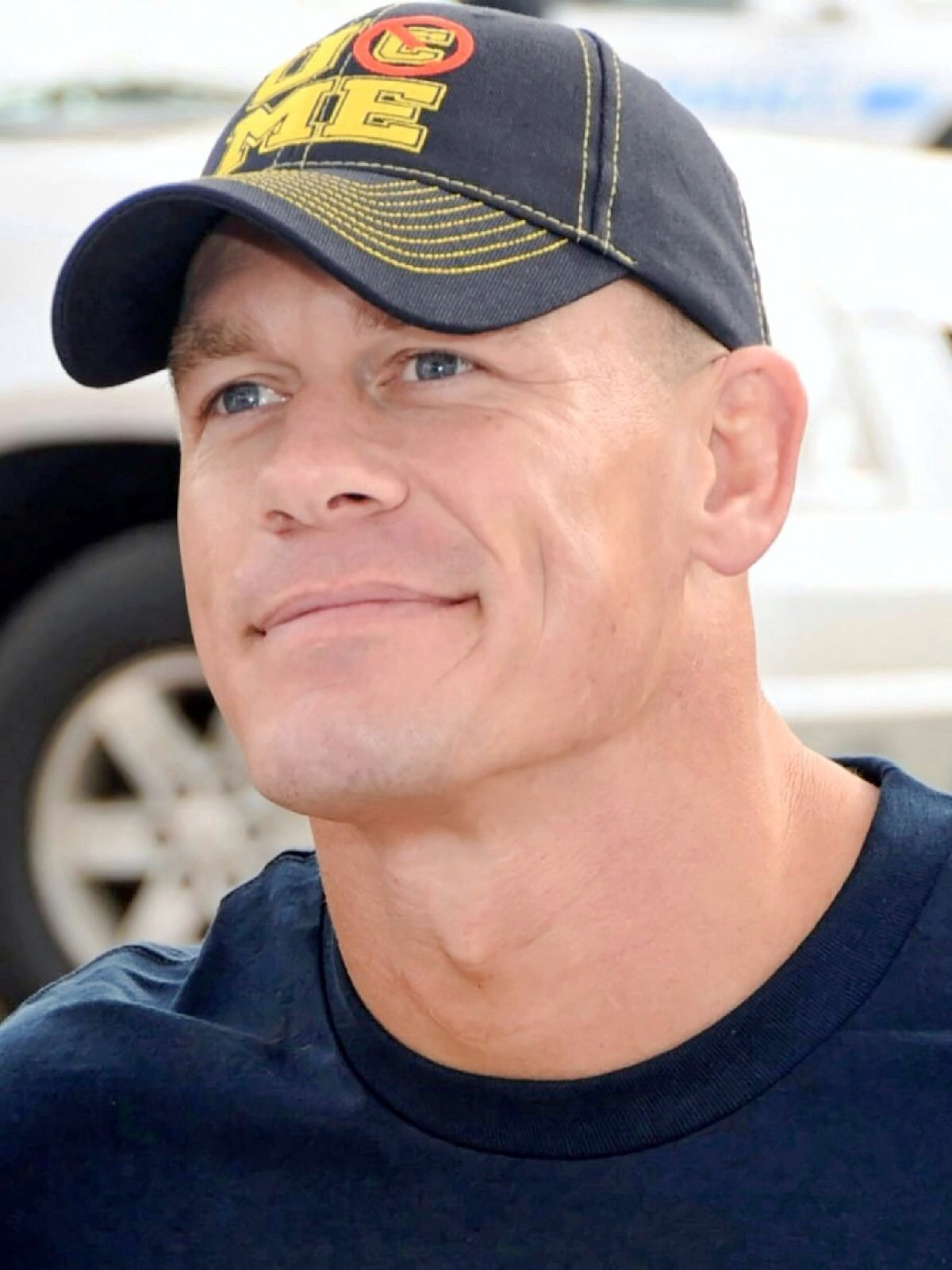
John Cena, vincitore del Royal rumble match

– Wrestler di NXT
     – Vincitore
| #   | Superstar       | Ordine | Eliminato da                                                     | Tempo | N° eliminazioni |
| --- | --------------- | ------ | ---------------------------------------------------------------- | ----- | --------------- |
| 1°  | Dolph Ziggler   | 27°    | Sheamus                                                          | 49:47 | 2               |
| 2°  | Chris Jericho   | 25°    | Dolph Ziggler                                                    | 47:53 | 2               |
| 3°  | Cody Rhodes     | 12°    | John Cena                                                        | 27:39 | 4               |
| 4°  | Kofi Kingston   | 9°     | Cody Rhodes                                                      | 21:18 | 2               |
| 5°  | Santino Marella | 1°     | Cody Rhodes                                                      | 00:55 | 0               |
| 6°  | Drew McIntyre   | 2°     | Chris Jericho                                                    | 02:40 | 0               |
| 7°  | Titus O'Neil    | 3°     | Sheamus                                                          | 07:30 | 0               |
| 8°  | Goldust         | 5°     | Cody Rhodes                                                      | 09:41 | 0               |
| 9°  | David Otunga    | 4°     | Sheamus                                                          | 04:24 | 1               |
| 10° | Heath Slater    | 11°    | John Cena                                                        | 15:49 | 1               |
| 11° | Sheamus         | 28°    | Ryback                                                           | 37:23 | 5               |
| 12° | Tensai          | 7°     | Kofi Kingston                                                    | 05:37 | 0               |
| 13° | Brodus Clay     | 6°     | Chris Jericho, Cody Rhodes, Darren Young, Heath Slater e Sheamus | 03:47 | 0               |
| 14° | Rey Mysterio    | 13°    | Wade Barrett                                                     | 10:43 | 0               |
| 15° | Darren Young    | 8°     | Kofi Kingston                                                    | 02:51 | 1               |
| 16° | Bo Dallas       | 21°    | Wade Barrett                                                     | 21:42 | 1               |
| 17° | The Godfather   | 10°    | Dolph Ziggler                                                    | 00:05 | 0               |
| 18° | Wade Barrett    | 20°    | Bo Dallas                                                        | 17:34 | 2               |
| 19° | John Cena       | —      | Vincitore                                                        | 26:39 | 4               |
| 20° | Damien Sandow   | 22°    | Ryback                                                           | 16:26 | 0               |
| 21° | Daniel Bryan    | 16°    | Antonio Cesaro e Kane                                            | 06:55 | 2               |
| 22° | Antonio Cesaro  | 18°    | John Cena                                                        | 07:50 | 1               |
| 23° | The Great Khali | 14°    | Daniel Bryan e Kane                                              | 03:08 | 0               |
| 24° | Kane            | 15°    | Daniel Bryan                                                     | 01:46 | 2               |
| 25° | Zack Ryder      | 17°    | Randy Orton                                                      | 02:34 | 0               |
| 26° | Randy Orton     | 26°    | Ryback                                                           | 10:20 | 1               |
| 27° | Jinder Mahal    | 19°    | Sheamus                                                          | 02:10 | 0               |
| 28° | The Miz         | 24°    | Ryback                                                           | 05:08 | 0               |
| 29° | Sin Cara        | 23°    | Ryback                                                           | 03:27 | 0               |
| 30° | Ryback          | 29°    | John Cena                                                        | 09:06 | 5               |